# 카로슈티 문자
카로슈티 문자는 고대의 남아시아 서북부 및 중앙아시아에서 사용된 문자이다. 다른 문자 체계에 영향을 주지 않고 사멸했다. 현재 알려진 불교와 관계되는 가장 오래된 문헌은 이 문자로 쓰여져있다.

## 개요
브라흐미 문자가 남아시아 전역에 영향을 준 반면, 카로슈티 문자가 사용되는 지역은 남아시아 서북부 현재의 파키스탄 북부와 아프가니스탄 동부에 한정되어 프라크리트어(en:Prakrit)의 일종인 간다리어를 표기하는데 사용되었다. 아람 문자에서 유래하는 것이 분명하지만, 아람 문자와 달리 브라흐미 문자와 같은 아부기다이다.
카로슈티 문자로 산스크리트어를 기록한 문헌도 있지만, 음운 표기를 위해 필요한 문자가 부족하기 때문에 산스크리트어를 적는 데는 적합하지 않다. 한편, 카로슈티 문자는 중앙아시아로 전파되어 타림 분지의 오아시스 도시와 현재의 우즈베키스탄 지역에서 아마 7세기경까지 사용되었다.

## 글자
| 𐨀 a | 𐨁 i | 𐨂 u | 𐨅 e | 𐨆 o | 𐨃 ṛ |

| 𐨐 k | 𐨑 kh | 𐨒 g | 𐨓 gh | 𐨓 ṅ |
| 𐨕 c | 𐨖 ch | 𐨗 j | 𐨙 jh | 𐨙 ñ |
| 𐨚 ṭ | 𐨛 ṭh | 𐨜 ḍ | 𐨝 ḍh | 𐨞 ṇ |
| 𐨟 t̪ | 𐨠 t̪h | 𐨡 d̪ | 𐨢 d̪h | 𐨣 n̪ |
| 𐨤 p | 𐨥 ph | 𐨦 b | 𐨧 bh | 𐨨 m |
| 𐨩 y | 𐨪 r  | 𐨫 l | 𐨬 v  |     |
| 𐨭 ś | 𐨮 ṣ  | 𐨯 s | 𐨱 h  |     |

| 𐨲 ḱ | 𐨳 ṭ́h |

## 유니코드
유니코드에서는 다음 영역에 다음 문자들이 수록되고 있다.
| U+    | 0 | 1 | 2 | 3 | 4 | 5 | 6 | 7 | 8 | 9 | A | B | C | D | E | F |
| ----- | - | - | - | - | - | - | - | - | - | - | - | - | - | - | - | - |
| 10A00 | 𐨀 | 𐨁  | 𐨂  | 𐨃  |   | 𐨅  | 𐨆  |   |   |   |   |   | 𐨌  | 𐨍  | 𐨎  | 𐨏  |
| 10A10 | 𐨐 | 𐨑 | 𐨒 | 𐨓 |   | 𐨕 | 𐨖 | 𐨗 |   | 𐨙 | 𐨚 | 𐨛 | 𐨜 | 𐨝 | 𐨞 | 𐨟 |
| 10A20 | 𐨠 | 𐨡 | 𐨢 | 𐨣 | 𐨤 | 𐨥 | 𐨦 | 𐨧 | 𐨨 | 𐨩 | 𐨪 | 𐨫 | 𐨬 | 𐨭 | 𐨮 | 𐨯 |
| 10A30 | 𐨰 | 𐨱 | 𐨲 | 𐨳 |   |   |   |   | 𐨸  | 𐨹  | 𐨺  |   |   |   |   | 𐨿  |
| 10A40 | 𐩀 | 𐩁 | 𐩂 | 𐩃 | 𐩄 | 𐩅 | 𐩆 | 𐩇 |   |   |   |   |   |   |   |   |
| 10A50 | 𐩐 | 𐩑 | 𐩒 | 𐩓 | 𐩔 | 𐩕 | 𐩖 | 𐩗 | 𐩘 |   |   |   |   |   |   |   |

## 같이 보기
- 아프가니스탄의 역사
- 파키스탄의 역사